# A Place with No Name
"A Place With No Name" é uma canção do cantor norte-americano Michael Jackson, presente em seu segundo álbum póstumo Xscape. Foi escrita e produzida pelo próprio intérprete, com o auxílio de Dewey Bunnell e Dr. Freeze, e foi produzida pelo próprio Michael juntamente com Dr. Freeze. Stargate entrou somente no trabalho de retrabalhar a faixa.

## História da faixa
"A Place With No Name" foi escrita e gravada em 1998. A faixa é muito semelhante à canção do grupo America intitulada "A Horse With No Name". Um pequeno trecho de 24 segundos vazou na internet em julho de 2009 e a versão completa vazou em dezembro de 2013. A faixa faria parte do álbum Invincible de 2001, porém, acabou não entrando na setlist final. A banda America respondeu com críticas positivas a versão da canção de Michael: "Estamos honrados que Michael Jackson a escolheu para gravá-la e estamos impressionados com a qualidade da faixa. Nós também estamos esperando que seja lançado em breve para que os ouvintes de música de todo o mundo possa ouvir a música inteira e mais uma vez experimentar o brilho incomparável de Michael Jackson [...] Michael Jackson realmente fez justiça e esperamos sinceramente que seus fãs e os nossos fãs possam ouvi-la em sua totalidade. É realmente comovente."

## Lista de faixas
| CD single |                                            |         |  |
| N.º       | Título                                     | Duração |  |
| 1.        | "A Place With No Name" (versão single)     | 3:58    |  |
| 2.        | "A Place With No Name"                     | 5:35    |  |
| 3.        | "Slave to the Rhythm" (versão radio remix) | 3:15    |  |

## Videoclipe
Foi produzido um videoclipe para "A Place With No Name", sendo que este foi lançado em 14 de dezembro de 2014. O video mostra imagens de um casal em cenas "calientes" e Michael, dançando ao longo da música. O vídeo trouxe imagens inéditas de Michael, nos bastidores do clipe da canção In The Closet de seu álbum Dangerous de 1991. As imagens dos bastidores de "In The Closet" foram mescladas com as gravações do casal, dando assim, um ar de que Michael estaria explorando "um lugar que não tenha nome" (tradução do título dessa canção), ao mesmo tempo em que o casal está desfrutando desse lugar e vivendo uma vida feliz.

## Desempenho nas paradas
| Paradas (2014)                                                | Melhor posição |
| ------------------------------------------------------------- | -------------- |
| Bélgica (Ultratop 50 de Flandres)                             | 5              |
| Bélgica (Ultratop 50 da Valônia)                              | 30             |
| Coreia do Sul (Gaon Foreign Digital Chart )                   | 8              |
| Coreia do Sul (Gaon Foreign Download Chart)                   | 6              |
| Croácia (Croatian Airplay Radio Chart)                        | 31             |
| Estados Unidos (Billboard Bubbling Under R&B/Hip-Hop Singles) | 1              |
| Estados Unidos (Billboard Adult R&B Songs)                    | 25             |
| França (SNEP)                                                 | 93             |
| Hungria (Rádiós Top 40)                                       | 16             |
| Países Baixos (Single Top 100)                                | 24             |
| Reino Unido (UK Singles Chart)                                | 172            |